# Matty Matthews
Matty Matthews (* 13. Juli 1873 in New York City, New York, USA als William Matthews; † 6. Dezember 1948) war ein US-amerikanischer Boxer und Weltmeister im Weltergewicht.

## Profi
Seine Profidebüt gab der Normalausleger erfolgreich gegen seinen Landsmann California Jack Dempsey mit einem klassischen T.-K.-o-Sieg in der 8. Runde am 3. März im Jahr 1893. Bereits in seinem zweiten Kampf musste er gegen Joe Burke seine erste Pleite einstecken.
Am 16. Oktober im Jahre 1900 boxte er gegen Ruben Ferns um die universelle Weltmeisterschaft und siegte über 15 Runden nach Punkten. Diesen Titel hielt er bis zum 24. Mai 1901; denn an diesem Tag verlor er ihn im Rückkampf gegen Ferns durch K. o. in einem auf 20 Runden angesetzten Gefecht durch K. o. in Runde 10.
Sein letzter Fight fand am 19. August 1908 gegen den irischstämmigen US-amerikaner Patsy Sweeney statt, welchen er einstimmig nach Punkten für sich entschied.